# Antuco
Pour les articles homonymes, voir Antuco (homonymie).
L'Antuco est un volcan du Chili constitué d'un stratovolcan s'élevant au sud-ouest de la Laguna de la Laja. Il est situé à l'intérieur du parc national Laguna del Laja.